# Folke Mellvig
Karl Folke Sigvard Mellvig, född 23 maj 1913 i  Malmö Sankt Pauli församling, Malmö, död 4 september 1994 i Österhaninge församling, Stockholms län, var en svensk författare och manusförfattare.

## Verksamhet
Efter studentexamen i Stockholm 1932 var han anställd på TT 1932–1936.
Utöver en lång rad kriminalromaner skrev han även Industrikung och idealist: boken om R.F. Berg: till hundraårsminnet av hans födelse den 31 maj 1846 (1945), en biografi över industrimannen Rudolf Fredrik Berg.
Mellvig låg bakom privatdetektivparet John och Kajsa Hillman, som förekommer i många av hans kriminalromaner, pjäser och filmmanuskript.
Han var yngre bror till skådespelaren Börje Mellvig.

## Filmmanus
- 1958 – Damen i svart
- 1958 – Mannekäng i rött
- 1959 – Ryttare i blått
- 1959 – Brott i Paradiset
- 1962 – Vita frun
- 1963 – Den gula bilen
- 1967 – Kullamannen (TV-serie)
- 1970 – Sonja (TV-serie)